# Гвадалахара (футбольный клуб)
Клуб Депорти́во «Гвадалаха́ра» (исп. Club Deportivo Guadalajara S.A. de C.V.), также известный по своему прозвищу «Чи́вас» (исп. Chivas) — мексиканский профессиональный футбольный клуб из второго по величине города страны Гвадалахары. «Гвадалахара» — один из самых популярных и титулованных клубов Мексики. До 2014 года клуб удерживал рекорд по числу выигранных чемпионатов страны. Только «Гвадалахаре» удалось выиграть четыре чемпионата подряд в 1959—1962 годах — этот период вошёл в историю мексиканского футбола под названием «Кампеони́симо». В XXI веке клуб отметился выходом в финал Кубка Либертадорес в 2010 году.
Самым принципиальным соперником в истории «Гвадалахары» является столичная «Америка». Противостояние «Америки» и «Гвадалахары» — самое важное в мексиканском футболе и носит наименование Суперкласико. Только эти две команды участвовали во всех сезонах мексиканской Примеры, ни разу из неё не вылетев.
«Гвадалахара» также знаменита благодаря своей политике привлечения в команду исключительно игроков мексиканского происхождения.

## Название
Официальное название клуба — «Гвадалахара», однако зачастую СМИ и болельщики называют команду «чи́вас» («козлы»). Это прозвище появилось в ходе сезона 1948/49, который клуб завершил на третьем месте. Один из комментаторов матча «Гвадалахары» против «Тампико» (который был болельщиком «Атласа»), состоявшегося 30 сентября 1948 года, отметил, что гвадалахарцы носились по полю словно chivas locas («чи́вас ло́кас», то есть «сумасшедшие козлы»), и не могли ничего сделать с соперником.
Изначально эта кличка использовалась как насмешка со стороны болельщиков других команд, но со временем прижилась. Спустя чуть более двух месяцев, 6 декабря 1948 года, клуб де-факто официально утвердил прозвище «чивас». «Красно-белые» вышли на поле с козлом, одетым в цвета команды. На вопрос журналиста вратарь «Гвадалахары» ответил фразой, ставшей впоследствии знаменитой и использующейся болельщиками до сих пор: «Да, мы козлы, и что? Козлы — это „Гвадалахара“!» («¡Sí, somos Chivas y qué! ¡Decir Chivas es decir Guadalajara!»).

## История

### Основание, первые годы
8 мая 1906 года 16 человек, среди которых были мексиканцы, бельгийцы, французы и австриец, организовали в Гвадалахаре ФК «Унион» (исп. Unión Football Club), что в переводе означает «Союз». Название было взято в честь авениды (проспекта) Унион, на пересечении которой с авенидой Боске прошла первая игра новой команды. Среди основателей клуба были бельгийский агент по продажам Эдгар Эверерт, братья Рафаэль и Грегорио Ороско, которые впоследствии стали первыми президентами «Гвадалахары». Цветами «Униона» стали красный, белый и синий, и по официальной версии такой выбор был сделан под влиянием цветов флага Франции, поскольку среди основателей было много французов. Однако широко распространена версия влияния цветов флага города Брюгге, где родился Эверерт. Благодаря поддержке Эверерта в Гвадалахару были завезены футбольные мячи и бутсы из Англии, а также официальные правила из Парижа.
В 1908 году Эверерт предположил переименовать клуб в «Гвадалахару» в соответствии с европейской традицией именования спортивных команд по названию городов, в которых они базируются. Это, по мнению бельгийца, способствовало бы привлечению широкой аудитории болельщиков, которая бы отождествляла клуб с родным городом. Это предложение было поддержано и 26 февраля 1908 года «Унион» был переименован в ФК «Гвадалахара» (Guadalajara Football Club). Первым президентом клуба стал Рафаэль Ороско.

### Любительский период (1908—1943)
В 1908 году футбольный клуб «Гвадалахара» вступил во вновь образованную любительскую футбольную лигу Халиско. Команда выиграла первые два чемпионата, в сезоне 1909/10 её доминирование остановил «Клуб Лисео», но уже в следующем году «Гвадалахара» вновь стала первой. Затем «Лисео» ещё дважды стал победителем Лиги, но в 1914 году был расформирован. В сезонах 1914/15 и 1915/16 турнир не проводился, а затем в течение пяти лет «Гвадалахара» не могла завоевать титул, трижды в нечётные годы занимая вторые места. Четырежды подряд победу в Лиге одерживал «Атлас».
В сезоне 1921/22 команда, наконец, выиграла свой четвёртый титул, после чего не имела себе равных в Лиге ещё три года. В 1923 году в клубе решили развивать сразу несколько видов спорта, что нашло отражение в смене официального названия на современное — «Спортивный клуб „Гвадалахара“» (Club Deportivo Guadalajara). На протяжении 14 лет, с 1922 по 1935 год, «Гвадалахара» разыгрывала победу в чемпионате с командой «Насьональ». На счету «Гвадалахары» было девять побед, у «Насьоналя» — пять.
В последний раз чемпионом Лиги Халиско «Гвадалахара» стала в сезоне 1937/38. Это был 13-й титул в истории клуба, по этому показателю «гвадалахарцы» почти в два раза опередили семикратного чемпиона «Насьональ». В 1943 году «Гвадалахару» пригласили во вновь образованную профессиональную футбольную лигу Мексики.

### Первые годы профессионального периода (1943—1956)
В 1943 году «Гвадалахара» впервые приняла участие в профессиональном турнире — во вновь созданном Кубке Мексики. Дебют оказался неудачным — 6 июня 1943 года подопечные Фаусто Прието уступили «Атласу» в первом же раунде со счётом 1:3. Единственный в матче гол за «Гвадалахару» на 30-й минуте забил Мануэль Косас Лопес, который, таким образом, стал автором первого клубного гола в «профессиональную эпоху».
21 октября того же года «Гвадалахара» дебютировала в первом профессиональном чемпионате Мексики с победы над «Атланте» из Мехико — 4:1. Автором первого гола в профессиональном чемпионате стал Паблотас Гонсалес. В первые годы в профессиональную эпоху «Гвадалахара» не смогла добиться каких-либо значимых результатов. В 1946 году команду возглавил венгерский специалист Дьёрдь Орт, при котором стали закладываться основы команды, ставшей одной из ведущих в стране. Команда Орта в сезоне 1947/48 сумела впервые в своей истории дойти до финала Кубка Мексики, где уступила «Веракрусу».
С 1951 по 1955 год «Гвадалахара» шесть раз занимала второе место (либо проигрывала финалы) в двух важнейших внутренних турнирах — чемпионате и Кубке Мексики. В Кубке Мексики розыгрышей 1950/51 и 1951/52 годов «красно-белые» пропускали вперёд «Атланте» (в первом случае уступив в финальной игре 0:1, а в следующем году заняв второе место в финальном этапе). Затем гвадалахарцы проигрывали в финалах столичной «Америке» — 1:1, по пенальти 2:3 в 1954 году, 0:1 в 1955 году. В чемпионате Мексики 1952 года «Гвадалахара» на одно очко отстала от «Леона», а в 1955 году команде не хватило двух очков до чемпионского результата «Сакатепека». Среди ведущих футболистов «чивас» начала 1950-х годов были Сальвадор Рейес, Крессенсио Гутьеррес и Хавьер де ла Торре, впоследствии сыгравший важную роль в истории клуба уже в качестве главного тренера. С 1951 по 1956 года команду тренировал Хосе Мария Касульо.

### Золотые годы «Кампеонисимо» (1957—1965)
Множество вторых мест лишь закалили команду, и с 1957 года «Гвадалахара» стала регулярно добиваться побед — сначала на внутреннем, а затем и на международном уровне. С 1957 по 1965 год команда выиграла семь чемпионатов Мексики, один Кубок Мексики, шесть трофеев Чемпион чемпионов (на тот момент — аналог Суперкубка страны). В 1962 году «Гвадалахара» стала первым победителем Кубка чемпионов КОНКАКАФ — главного клубного футбольного турнира для Северной, Центральной Америки и стран Карибского бассейна. В сезоне 1962/63 команда заняла второе место в чемпионате, а также дошла до финала второго розыгрыша Кубка чемпионов КОНКАКАФ. Благодаря столь удачным выступлениям этот период в истории клуба получил название «Кампеони́симо» (Campeonísimo), то есть период «максимального количества чемпионств», или «золотой» период.
К первому титулу в 1957 году команду привёл уругвайский специалист Дональдо Росс, до 1960 года командой руководил венгерский тренер Арпад Фекете, а затем 10 сезонов подряд «Гвадалахару» тренировал Хавьер де ла Торре. Лидерами команды в эту золотую эпоху были Гильермо Сепульведа, Хосе Вильегас, Хуан Хассо, Крессенсио Гутьеррес, Франсиско «Панчо» Флорес, Рауль Арельяно, Эктор Эрнандес и Сальвадор Рейес.
Во второй половине 1960-х достижения «Гвадалахары» были эпизодическими. Команда дошла до финала Кубка Мексики в 1967 года, а в сезоне 1968/69 заняла второе место в чемпионате. Сезон 1969/1970 стал для всей Мексики довольно необычным, учитывая подготовку страны к проведению чемпионата мира. В чемпионате сезона 1969/70 календарь был уплотнён таким образом, что матчи последнего тура состоялись 28 декабря 1969 года. «Гвадалахара» с большим преимуществом выиграла этот турнир, набрав 45 очков — на шесть больше, чем у «Крус Асуля» и «Веракруса». По причине подготовки к Мундиалю в 1970 году в Мексике приняли решение провести дополнительный чемпионат, уложившийся в календарный год, в котором «чивас» уступили «Крус Асулю». Также в 1970 году «Гвадалахара» в седьмой раз завоевала трофей Чемпион чемпионов.

### Кризис 1970-х и начала 1980-х годов
Смена поколений прошла для «Гвадалахары» не очень успешно. В сезоне 1970/71 команда едва удержалась от вылета во втрой дивизион, заняв последнюю спасительную строчку в таблице вылета своей группы.
17 августа 1986 года выявление чемпиона в матче «Америка»-«Гвадалахара» на стадионе «Ацтека» закончилось уникальным случаем — судья Антонио Маркес на 71 минуте матча («Америка» вела в счёте 1:0) удалил всех 22 игроков за участие в коллективной драке. Поводом к драке послужил удар защитника гостей Кирарте форварда хозяев Эрмосильо. Матч так и не был доигран.

### XXI век
«Гвадалахара» становилась чемпионом Мексики 11 раз. Клуб один раз выигрывал клубный чемпионат КОНКАКАФ (в 1962 году), плюс ещё 2 титула не признаны пока официально (1964, 1965). Также команда дважды доходила до полуфинала (2005, 2006) и до финала (2010) Кубка Либертадорес.
«Гвадалахара» — единственный клуб в высшей лиге в Мексике, который набирает в состав только мексиканских футболистов, принципиально не используя зарубежных легионеров. Команда ставит упор на развитие доморощенных игроков, многие из которых стали известны на мировом уровне — Хавьер «Чичарито» Эрнандес, Карлос Вела, Омар Браво, Карлос Сальсидо, Улисес Давила.
Клуб имеет огромную популярность не только в Мексике, но и в других странах Северной Америки, в частности, в США и Коста-Рике. Владелец клуба с 2002 года, Хорхе Вергара, поставил перед собой цель раскручивания бренда «Чивас» на глобальном уровне. В связи с этим он создал новый клуб «Чивас США», базирующийся в Лос-Анджелесе, который с 2005 по 2014 год выступал в MLS, высшей лиге США и Канады.

## Клуб

### Стадион
«Гвадалахара» до 2010 года выступала на стадионе «Халиско», деля арену с клубом Примеры «Атлас», клубом Сегунды «УдеГ» и клубом Терсеры «Оро». Владелец клуба Хорхе Вергара Мадригаль в 2007 году начал строительство новой арены, которая первоначально должна была носить название «Чивас». 30 июля 2010 года новая арена, названная «Омнилайф» (с 2018 года называется «Акрон»), была официально открыта товарищеским матчем «Гвадалахары» против «Манчестер Юнайтед». Первый гол в истории новой арены забил Хавьер Эрнандес, причём забил он его играя за «Гвадалахару», а во втором тайме он выступал уже за свой новый клуб. Мексиканцы одержали победу со счётом 3:2.

## Титулы и достижения
Внутренние
- Чемпион Мексики (12): 1956/57, 1958/59, 1959/60, 1960/61, 1961/62, 1963/64, 1964/65, 1969/70, 1986/87, Лет. 1997, Ап. 2006, Кл. 2017
- Вице-чемпион Мексики (9): 1951/52, 1954/55, 1962/63, 1968/69, 1970, 1982/83, 1983/84, Зима 1998, Кл. 2004
- Обладатель Кубка Мексики (4): 1963, 1970, Ап. 2015, Кл. 2017
- Финалист Кубка Мексики (8): 1947/48, 1950/51, 1951/52, 1953/54, 1954/55, 1966/67, Кл. 2015, Ап. 2016
- Обладатель трофея Чемпион чемпионов Мексики (7): 1957, 1959, 1960, 1961, 1964, 1965, 1970
- Обладатель Суперкубка Мексики (1): 2016

КОНКАКАФ
- Победитель Лиги чемпионов КОНКАКАФ (2): 1962 (первый победитель), 2018
- Финалист Кубка чемпионов КОНКАКАФ (2): 1963, 2007
- Обладатель Кубка чемпионов КОНКАКАФ (неофициально) (2): 1964, 1965

КОНМЕБОЛ
- Финалист Кубка Либертадорес (1): 2010
- Участник полуфинала Кубка Либертадорес (2): 2005, 2006
- Участник полуфинала Южноамериканского кубка (1): 2008

## Рекордсмены клуба

### Лучшие бомбардиры клуба
- Сальвадор Рейес — 122 гола
- Омар Браво — 108
- Эдуардо Де ла Торре — 90
- Бенхамин Галиндо — 78

### Лучшие бомбардиры чемпионатов в составе клуба
- Адальберто Лопес (21 гол) — 1953/1954
- Крессенсио Гутьеррес (19 мячей) — 1956/1957
- Сальвадор Рейес (21 гол) — 1961/1962
- Омар Браво (11 мячей) — Клаусура 2007
- Хавьер Эрнандес (10 мячей) — Бисентенарио 2010

## Тренеры
Ниже представлен список главных тренеров «Гвадалахары» в профессиональный период мексиканского футбола (с 1943 года).
- Фаусто Прието 1943
- Немесио Тамайо 1943—1945
- Игнасио Авила 1945
- Хосе Фернандес Тронкосо 1946
- Дьёрдь Орт 1946—1949
- Фаусто Прието 1949—1950
- Уильям Рисайд 1950—1951
- Хосе Мария Касульо 1951—1955
- Хавьер Де ла Торре 1956
- Дональд Росс 1956—1957
- Арпад Фекете 1957—1960
- Хавьер Де ла Торре 1960—1970
- Хесус Понсе 1970
- Хавьер Де ла Торре 1970—1973
- Эктор Эрнандес 1973
- Вальтер Орменьо 1973
- Эктор Эрнандес 1973
- Хесус Понсе 1973—1974
- Эктор Риаль 1975
- Орасио Троче 1975—1976
- Хесус Понсе 1976—1977
- Диего Меркадо 1978—1979
- Карлос Милок 1979—1980
- Диего Меркадо 1980—1982
- Хесус Понсе 1982
- Альберто Герра 1982—1989
- Рикардо Лавольпе 1989
- Хесус Бракамонтес 1989—1990
- Арпад Фекете 1990
- Мигель Анхель Лопес 1990—1991
- Хесус Бракамонтес 1991—1993
- Деметрио Мадеро 1993
- Альберто Герра 1993—1995
- Освальдо Ардилес 1995—1996
- Лео Бенхаккер 1996
- Рикардо Ферретти 1996—2000
- Уго Эрнандес 2000
- Хесус Бракамонтес 2000—2001
- Хорхе Давалос 2001
- Оскар Руджери 2001—2002
- Даниель Гусман 2002
- Эдуардо де ла Торре 2003
- Ханс Вестерхоф 2003—2004
- Бенхамин Галиндо 2004—2005
- Хуан Карлос Ортега 2005
- Хавьер Аскаргорта 2005—2006
- Ханс Вестерхоф 2006
- Хавьер де ла Торре 2006—2007
- Эфраин Флорес 2007—2009
- Омар Арельяно 2009
- Франсиско Пако Рамирес 2009
- Рауль Ариас 2009
- Хосе Луис Реаль 2009—2011
- Фернандо Кирарте 2011—2012
- Игнасио Амбрис 2012
- Альберто Койоте 2012 (и. о.)
- Джон ван ’т Схип 2012—2013
- Бенхамин Галиндо 2013
- Хуан Карлос Ортега 2013
- Хосе Луис Реаль 2014
- Рикардо Лавольпе 2014
- Карлос Бустос 2014
- Рамон Моралес 2014 (и. о.)
- Рикардо Лавольпе 2014
- Карлос Бустос 2014
- Хосе Мануэль де ла Торре 2014—2015
- Матиас Альмейда 2015—2018
- Хосе Сатурнино Кардосо 2018—2019
- Томас Бой 2019
- Луис Фернандо Тена 2019—2020
- Виктор Вусетич 2020—н. в.

## Комментарии
1. ↑  Северный пригород Гвадалахары.
2. ↑  В настоящее время — улица Хосе Гуадалупе Суно Эрнандеса (Calle José Guadalupe Zuno Hernández).
3. ↑  С 2007 года «Атланте» выступает в Канкуне.